# János Csonka

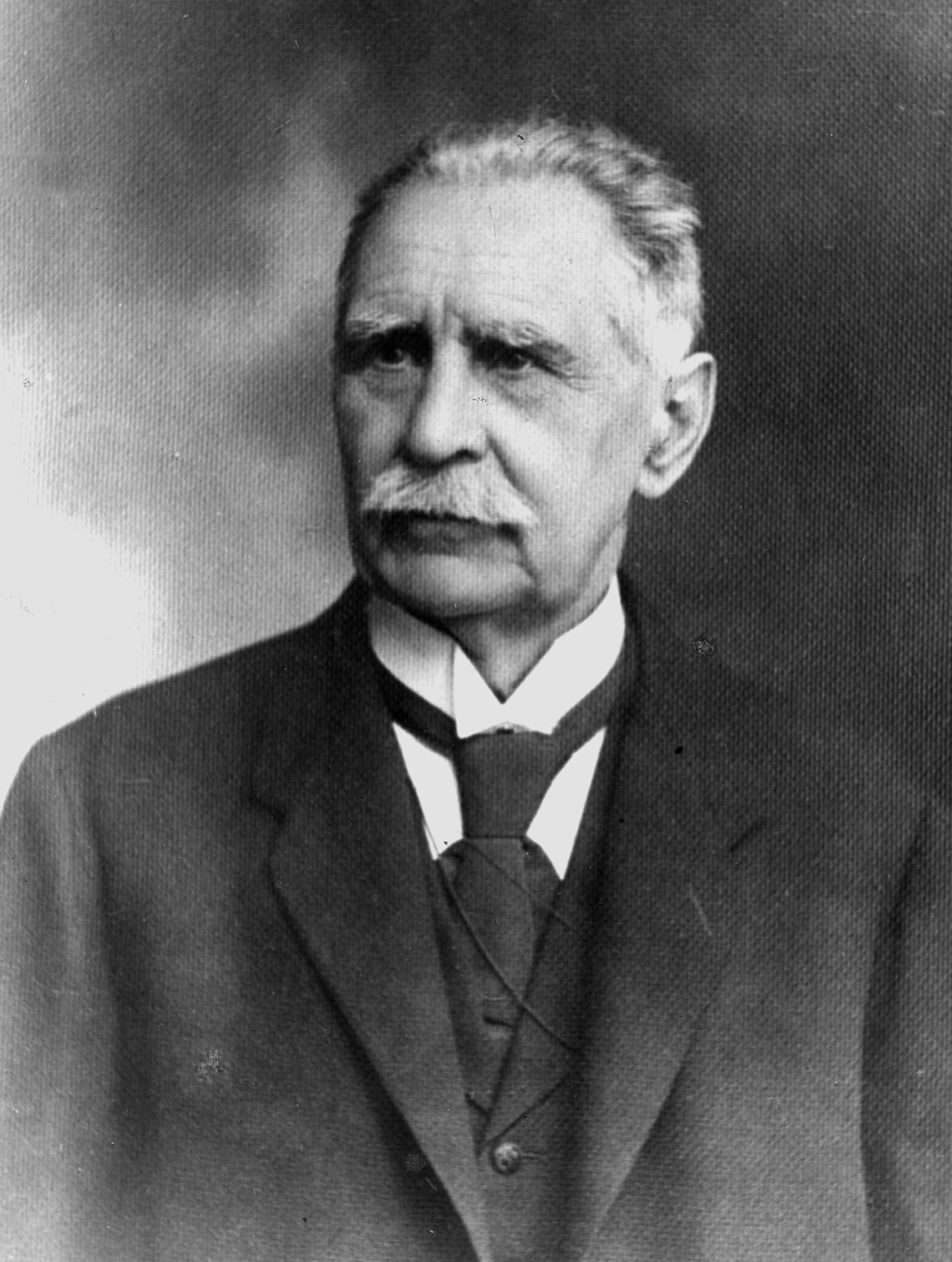
János Csonka

János Csonka (* 1852 in Szeged, Ungarn; † 1939 in Budapest) war ein ungarischer Erfinder und gilt als Ungarns „Vater der Automobil-Industrie“.
1874 untersuchte er in Paris den Motor von Étienne Lenoir. Ab 1875 war er der Leiter der Maschinenwerkstatt der Technischen Universität in Budapest. Sein Spezialgebiet war die Motorenentwicklung. 1879 stellte er seinen Gasmotor vor.
Gemeinsam mit Donát Bánki entwickelte er 1892/93 Vergaser zur Erzeugung des Benzin-Luft-Gemischs für Ottomotoren. Er entwickelte auch eine automatische Rohrzündung für Gas- und Petroleummotoren, ein motorbetriebenes Dreirad für Briefträger und eine transportable Kettensäge. Er arbeitete eng mit der Firma Ganz zusammen.